# ニコライ・ロスラヴェッツ
ニコライ・アンドレーヴィチ・ロスラヴェッツもしくはニコラーイ・アンドレーエヴィチ・ロースラヴェツ（ロシア語: Никола́й Андре́евич Ро́славец, ラテン文字転写: Nikolai Andreevich Roslavets, 1881年1月4日 ロシア帝国/チェルニゴフ県スラージ - 1944年8月23日 ソビエト連邦/モスクワ）は、ソ連建国期の重要なモダニズムの作曲家・音楽理論家。ロシア・アヴァンギャルドの作曲家の一人として前衛的な創作活動を行い、ソ連揺籃期において、西側の新音楽を積極的に擁護した。また、シェーンベルクとは別に、ロシアにおいて独自の十二音技法を発展させた作曲家であると見られたこともあるが、彼の作曲技法を「十二音技法」とするのは適切ではない、という指摘もあり、現在ではそのような見方は一般的ではなくなっている。小品を含めて数多くの室内楽曲（5つの弦楽四重奏曲、6つのヴァイオリン・ソナタ、2つのヴィオラ・ソナタ、2つのチェロ・ソナタ、5つのピアノ三重奏曲など）を遺したほか、2つのヴァイオリン協奏曲と、5つの交響詩（うち3曲は紛失）を手懸けている。1930年代以降は弾圧された。

## 生涯
ロスラヴェッツによる3つの自叙伝は、互いに食い違っている。そのうち1924年に出版されたものは、「プロレタリア音楽家同盟」から攻撃されまいとして、自身の生涯をかなり脚色している。公文書の史料によると、ロスラヴェッツはドゥーシャトゥイン（Duszatyn）生まれでもなければ貧農の出自でもなかった。1890年代はコノトプやクルスクの鉄道で駅員として勤務し、クルスクのアルカディ・アバザの音楽教室でヴァイオリンやピアノ・音楽理論・和声法を学んだ。1902年に入学許可を得てモスクワ音楽院に進み、ヴァイオリンをヤン・フジマリーに、作曲法をセルゲイ・ワシレンコに、対位法・フーガ・楽式論をミハイル・イッポリトフ＝イワノフとアレクサンドル・イリインスキーに師事。1912年にバイロンの劇的な韻文『天と地』に基づく神秘劇により銀メダルを得て音楽院を修了した。
1910年代においてロスラヴェッツの作品はロシア未来派の機関誌において発表され、数点の楽譜が未来派の美術家によって装幀された。1917年以降は、アルトゥール・ルリエーやカジミール・マレーヴィチ、フセヴォロド・メイエルホリドらとともに、ロシアにおける「左翼芸術」の最も著名な人物の一人となった。イェレーツやハルキウ、モスクワでヴァイオリンや作曲法の教師を務め、ハルキウ音楽学校の校長にも就任した。国立出版局に職を得て、雑誌『音楽文化（ロシア語: Музыкальная Култура）』を編集し、またソ連現代音楽協会（ACM）の指導者のひとりとなった。
音楽学者としては、専門家意識を求めて、ロシアや西欧の古典音楽や新しい音楽の中でも最上の作品のために闘い、音楽とイデオロギーとを同一視することの俗悪さを批判した（その一例は論文「えせプロレタリア音楽について」に披歴されている）。アーノルト・シェーンベルクの《月に憑かれたピエロ》について最初のロシア語論文を執筆したのもロスラヴェッツである。このためロスラヴェッツは、1920年代のプロレタリア音楽運動のさなかに、とりわけロシア・プロレタリア音楽同盟（RAPM）とプロコル（Prokoll, モスクワ音楽院の学生創作集団）によって糾弾された。ロスラヴェッツは「反革命的」で「ブルジョワ的」な芸術家であり、「プロレタリアには縁がない」ばかりか、「形式主義者」にして「人民の敵」であるとされ、あまつさえ1920年代末から1930年代初頭にかけては、「トロツキスト」の「怠け者」などと呼ばれた。
1928年にモスクワのロシア革命十周年記念演奏会において、ロスラヴェッツのカンタータ《十月》が上演される。1930年になるとロスラヴェッツは、プロレタリア音楽家同盟によって、モスクワ作家同盟が「軽音楽」を普及させて「反革命的な作品が蔓延する」のを擁護したとして非難されている。ヴィクトル・ベールィ、アレクサンドル・ダヴィデンコ、ユーリ・ケルドゥイシュ、セミョーン・コーレフ、ザーラ・レーヴィナ、ゲオルギィ・ポリャノフスキー、アレクセイ・セルゲーエフ、ボリース・シェフテルら が首謀した「ロスラヴェッツ事件」のせいで最終的に公職追放の憂き目を見て、結果的に2年にわたって政治記者として職務に就くことを禁ぜられた。ロスラヴェッツは身の安全を守るために、過去の「政治的なあやまち」について自己批判を行なった。
1932年から1933年まで、ウズベク・ソビエト社会主義共和国の首都タシュケントの歌劇場に務め、1933年にモスクワに戻ると、教育や臨時の仕事をこなして生計を立てた。政治的な粛清の犠牲者となったロスラヴェッツは、残る人生にもはや公的な地位を得ることが出来なくなっていた。ソ連作曲家同盟に加盟することが許されず、代わりにソ連音楽基金に加入した。1938年には、「プロレタリア音楽家同盟」のかつての同人たちがそれまでにロスラヴェッツについてデマを流していたために、ロスラヴェッツに対して懲罰的な陰謀が計画されている。ロスラヴェッツは、1939年に重篤な脳卒中を患って半身不随となり、1944年に2度目の発作の後で息を引き取った。最後に出版された作品は、1942年に公表された歌曲であった。

## 作風
ロスラヴェッツはまだ学生時代に、ロシア未来派によって捲き起こされた盛んな芸術論争に参加しており、カジミール・マレーヴィチやアリスタルフ・レントゥーロフ、ヴァシーリー・カメンスキー、ダヴィット・ブルリュークらの美術家と近しかった。ロスラヴェッツが、アレクサンドル・スクリャービンとその「神秘和音」に深く影響されて独自の音楽語法の探究を始めるのは、遅くとも1907年のことである。そこからロスラヴェッツは、「合成和音」に基づいた「音組織の新しい体系」を提唱するに至る。この新たな体系とは、水平方向にも垂直方向にも楽曲の素材となる音組織を含むものである（その発想は、アーノルト・シェーンベルクの十二音による音列技法に近い）。1915年2月に発表されたヴャチェスラフ・カラトゥイギンの論文によると、ロスラヴェッツは時に「ロシアのシェーンベルク」と呼ばれたというが、それでも1914年にいち早くニコライ・ミャスコフスキーが、ロスラヴェッツの作風のロシア的な性格について力説している。音楽評論家のイェフゲーニー・ブラウドは、1925年に発表した論文において、ロスラヴェッツを「ロシアのシェーンベルク」と呼ぶことは、シェーンベルクを「ドイツのドビュッシー」と呼ぶのと同じくらいに役に立たないと説いた。ロスラヴェッツは1920年代になると、「簡素化しすぎる」というのでスクリャービンを批判したものの、「音組織の新体系」は、何よりもまず、レオニード・サバネーエフによって後世に伝えられた、スクリャービンの発想や着想に触発されているのである（ちなみにサバネーエフは、スクリャービンともロスラヴェッツとも親しい間柄だった）。
「音組織の新体系」は、全12音の半音階を管理するものではあるのだが、ロスラヴェッツの「合成和音」のほとんどが、6音から9音までで構成されている。1920年代にロスラヴェッツは、新しい教育原理に磨きをかけながら「音組織の新体系」を発展させ、対位法やリズム法、音楽形式を取り込みつつその体系を拡充した。ロスラヴェッツの初期の歌曲や室内楽曲において早くもこれらの「音組織」が、拡張された調性や自由な無調性に組み合わせられ、随所で繰り広げられている。この「新体系」の成熟した形態は、1913年から1917年にかけて作曲された楽曲に典型的である。すなわち、《悲しい風景》（1913年）、《声楽とピアノのための3つのコンポジション》（1913年）、《弦楽四重奏曲 第1番》（1913年）、《声楽とピアノのための4つのコンポジション》（1913年～1914年）、《ピアノ・ソナタ第1番（1914年）、《ピアノ・ソナタ第2番》（1916年、エドゥアルト・ババジャンによる復元）など が挙げられる。
ボリシェヴィキ革命の後でロスラヴェッツは、カンタータ《十月》（1927年）やおびただしい数の歌曲などの作曲によって、「革命のためのプロパガンダ音楽」に重大な貢献を果たした。しかしながら交響詩《コムソモール総会》（1928年）には極度の職人芸と非常に複雑で極めてモダンな作曲技法とが見られ、「ソ連のプロパガンダ芸術作品」の単純化された規範とは懸け離れたものとなっている。
タシュケントでは、一時的に民謡素材による創作になびき、中でも最初のウズベク語バレエ《綿花》を手懸けている。モスクワにおける最晩年の作品群は、特徴的な音楽語法の単純化を示していて、（例えばヴァイオリンとピアノのための《24の前奏曲》に見られるように）拡張された調性概念を受け容れてはいるが、それでもなお専門的である。ロスラヴェッツの高年の作品のうち《室内交響曲》（1934年～1935年）は、後期における「音組織の新体系」の頂点の実例にほかならない。

## 死後の評価

### 不遇の時期
ロスラヴェッツの死後間もなく、その住居が「プロレタリア音楽家同盟」の元同人によって掻き回されて、多くの手稿が没収された。幸運にも、未亡人が多くの手稿を隠しおおせた。これらの原稿はその後ロスラヴェッツ未亡人からソ連中央文芸資料館（現在のロシア国立文芸資料館の前身）に譲渡された。ロスラヴェッツの愛弟子P.テプロフもいくつかの手稿を保管していた。それらは現在、グリンカ国立中央音楽博物館に所蔵されている。テプロフによるとロスラヴェッツの死後その敵対者がロスラヴェッツの手稿をあさって、いくつかを破棄したという。
1967年に、作曲家の姪エフロシーニャ・ロスラヴェッツが、おじの名誉回復に向けて最初の行動を起こした。エフロシーニャのお蔭で、ロスラヴェッツが政治的な抑圧に屈しなかったことが明らかにされた。この重要な第一歩は、ロスラヴェッツが「拘束された人民の敵」の一員であることを口実にしてロスラヴェッツ作品の上演を拒否することが正当化されるという情勢を改善するには至らず、ロスラヴェッツの作品は発禁状態であった。1967年には、グリンカ博物館の職員ゲオルギー・キルコルが、エフロシーニャ・ロスラヴェッツが博物館の利用者証を入手することを拒否した。キルコルは、「ロスラヴェッツは人民にとっては余所者だ」と言い切り、「シオニズムにかかずらっている」となじった。この突慳貪な非難は、ロスラヴェッツの親友でソ連の仇敵であったレオニード・サバネーエフがユダヤ音楽の擁護者であり、ソ連現代音楽協会もまたユダヤ人作曲家を擁護したという事実が元になっている。1970年代後半には、親戚にイスラエルの建国者の一人がいるというだけの理由で、ロスラヴェッツ研究家のマリーナ・ロバノヴァも「シオニズムの活動家」として非難され処断された。1967年には、ソ連作曲家同盟の主要な幹部であったヴァーノ・ムラデリとアナトーリー・ノヴィコフに加えて、同同盟の首席ティホン・フレンニコフが、エフロシーニャ・ロスラヴェッツとの面会を拒んでいる。30年もの間、ロスラヴェッツの名は音楽事典から抹殺され、ソ連の楽書においては滅多に言及されることがなかった。ペレストロイカが始まってからでさえ、音楽学者は「ロスラヴェッツの作品は、それが書かれた五線譜ほどの価値もない」といった否定的な評価しか知らされていなかった。 ロスラヴェッツの名は、1978年になって否定的な文脈の中でソ連の音楽事典に再登場した。ロスラヴェッツに対する極めて否定的な当局の態度は、次のような論調にも看取される。即ち、「ロスラヴェッツは我らの敵だ」「ロスラヴェッツという作曲家は、その作品が書き付けられた紙ほどの価値もない」「ロスラヴェッツの墓を破壊せよ」などである。
西側では、デトレフ・ゴヨヴィ（1934年～2008年）が長きにわたってロスラヴェッツを擁護する論陣を張った。ゴヨヴィはその活動ゆえに、ソ連作曲家同盟の役員の手引きによって度々フレンニコフの個人攻撃を受けただけでなく、ロスラヴェッツを白眼視する連中やその同類に加えて、音楽雑誌『ソ連邦の音楽』からも攻撃された。1989年までゴヨヴィは、「好戦的な反共主義者」としてペルソナ・ノン・グラータ扱いであった。あるジャーナリストが、ソ連人ジャーナリストにゴヨヴィの論文の写しを送ったところ、ソ連の官憲によって押収されている。ゴヨヴィはソ連邦のビザを取得することが認められていなかった。結果としてゴヨヴィは、必ずしも正しい情報を含んでいるとはいえない二次資料を頼りに、研究せざるを得なかった。例えばゴヨヴィの出版物のいくつかは、ロスラヴェッツを「ウクライナ系」の出自とするなどの憶測が含まれている。それらの当て推量は、他の執筆者によって無批判に複写されたために、ロスラヴェッツについてあれやこれやの神話が広まる土台となった。
1980年12月27日にマルク・ミルマンの室内楽愛好会において、マリーナ・ロバノヴァの司会による演奏会が行われ、そ一部はロスラヴェッツ作品の特集にあてられた。エディソン・デニソフによると、ソ連作曲家同盟の指導者たちが、ロスラヴェッツ作品のみの演奏会を禁止したからだという。ロバノヴァが、1983年に保管資料に基づいてロスラヴェッツ独自の理論的な観念についての最初の出版物を世に問うた後、参加を禁止されていながら1984年のミラノの国際会議「現代音楽（イタリア語: Musica nel nostro tempo）」において、ロスラヴェッツの音楽理論体系について講演を行うと、ソ連作曲家同盟を牛耳る役員は「西側との不法な接触」ゆえにロバノヴァを非難し、モスクワ音楽院はロバノヴァの解雇だけでなく、ロバノヴァの学位と調査権の剥奪をも企てた。間もなく当局はロバノヴァに対し、報復措置として精神医学を用いて反抗的な異常者と決め付けようとした。

### 転機
1989年にエフロシーニャ・ロスラヴェッツは、ティホン・フレンニコフのソ連作曲家同盟からの独立を宣言したばかりのモスクワの作曲家団体に対して、ロスラヴェッツの作品を復元して出版することと、ロスラヴェッツの墓を元通りにすることを要求している。彼女が公式にその任務を委ねたのがマリーナ・ロバノヴァだった。1990年、非合法組織との争議も含む長い闘いの末に、モスクワの作曲家団体の長であったゲオルギー・ディミトリエフのおかげでロスラヴェッツの墓所が突き止められると、エフロシーニャのお墨付きを得たロバノヴァの計画に従って、墓石が建て直された。
1989年にモスクワの出版社「ムズィーカ」がニコライ・コプチェフスキーの編集によって『ロスラヴェッツ　ピアノ曲集』を出版したが、作曲者生前の印刷ミスも復刻していた。ユーリ・ホロポフによる同曲集の序文がエフロシーニャ・ロスラヴェッツの怒りを買った。エフロシーニャは、グリンカ国立中央音楽博物館館長と「ムズィーカ」社重役ならびに『ソ連邦の音楽』の編集主幹に宛てた1990年1月28日付の手紙の中で、中傷や、ロスラヴェッツの肉親にとっての不名誉、保存資料やロスラヴェッツの創作についての誤まった情報などに対して、抗議している。エフロシーニャが特に目を着けたのは、ロスラヴェッツの創作力や、保存文書の状況についてのデータであった。彼女の見方からすれば、保存文書が混乱した状況にあるとか、遺族が無頓着であるとかとする説明は、あるいはロスラヴェッツの遺産を荒らし回ったり、その後にその価値を歪曲したりしてきたことの言い訳になりかねなかったのだ。ロシア・アヴァンギャルドの有名な研究者、ニコライ・イヴァノヴィチ・ハルジエフは、1990年12月5日発信のロバノヴァ宛ての私信の中で、ホロポフの序文についてエフロシーニャ・ロスラヴェッツと同様に、かなり辛辣な意見を表明している。エフロシーニャは、ソ連邦およびロシアでの出版を拒んだ後で、すでにグリンカ博物館の私的文書を利用できないようにしていたにもかかわらず、自分の書簡の一つを1995年にドイツで発表した。
1989年にマリーナ・ロバノヴァは、公文書の中でロスラヴェッツの《ヴァイオリン協奏曲 第1番》を発見した。その総譜は、1981年にプーチナというモスクワ音楽院の学生が、エディソン・デニソフの指導のもとに作成した卒業論文の中で、散逸したと断定していたものだった。出版社「ル・シャン・デュ・モンド（フランス語: Le Chant du Monde）」の注文によりデニソフが、1927年に出版されたピアノ譜に楽器配置を実施しようとした。しかしながら総譜の発見によってこの計画は取り消された。《ヴァイオリン協奏曲 第1番》は、間もなく1989年11月18日に、フョードル・グルシェンコの指揮とタチヤナ・グリンデンコの独奏によって世界初演を迎えている。『ロシア音楽新報』（1989年度第12号、8頁）の記事は、発見者が誰かについてのガセを流した。同紙は後日、ロバノヴァに対して遺憾の意を表し、訂正記事を出している（1990年度第5号、4頁）。同年モスクワで行われるはずだった、ロバノヴァが復元した交響詩《新月の瞬間》の世界初演は、横槍に遭っている。用意された苦心の楽譜が、ソ連音楽推進事務局から消えたのである。世界初演は、1990年6月14日にザールブリュッケンにおいて、ハインツ・ホリガーの指揮とザールブリュッケン放送交響楽団の演奏によって実現を見た。ロバノヴァは世界初演に立ち会うことはできなかった。楽譜出版社ショットの公式な招待にもかかわらず、ソ連作曲家同盟の外交委員がロバノヴァの旅行を禁止したためだった。
ロスラヴェッツ初期の埋もれた作品の発見と紹介に加えて、ロスラヴェッツの遺産の出版が始まったことは、「ロスラヴェッツ復活」の象徴であったにもかかわらず、ソ連の現代音楽の作曲家の中にも、ロスラヴェッツの作品にはまるで興味を覚えないと主張する人たちがいた。例えば、ロシアの前衛音楽の伝統を発見するために打ち出された包括的な討論会（於ハイデルベルク、1991年11月1日）の席上で、ヴィクトル・ススリンが、ロスラヴェッツ作品など自分にとってはどうでもいいときっぱり明言し、エレーナ・フィルソヴァが、ロスラヴェッツの楽曲には「興味がない」と力説したのも、そういう次第である。

## 受容と再評価

### 現在の受容
《新月の瞬間》とロスラヴェッツの詩作品を抱き合わせて上演することが一時的に流行し、2000年のハノーファー万国博覧会においてはエーベルハルト・クローケの指揮で、また2009年3月下旬にはスイス主要都市においてはファブリス・ボロンの指揮とバーゼル・シンフォニエッタがロスラヴェッツの自作の詩を添えて上演した。反著作権団体として名うてのポータルサイト、パイレート・ベイは、ハインツ・ホリガーが指揮した音源による《新月の瞬間》など、ロスラヴェッツ作品を数点インターネットユーザに提供している。
最近では、民族主義的な目的のためにロスラヴェッツの作品を利用しようとする風潮が見られる。このような思惑は、自身をコスモポリタンな芸術家と述べていたロスラヴェッツの考えを裏切るものである。

### 再評価の進展と混乱
現在では、ロスラヴェッツの最も重要な作品が、マリーナ・ロバノヴァの校訂により、マインツのショット社によって出版されている。この校訂譜は、ロスラヴェッツの遺産の忠実な再現を目的としている。この出版譜のかなりの部分が、かつては編集用の準備が必要な状態で文書化されて保管されていた。それ以外の部分は、作曲者自身によって仕上げられた楽曲か、もしくは原曲に忠実な復元であると看做された楽曲に基づいている。生前に作曲者によって発表された作品を再発行する際には、印刷ミスは修正されている。出版計画は終わりには程遠く、多くの楽曲が印刷を待っている。
1991年にル・シャン・デュ・モンド社は、ロスラヴェッツの7つの未発表作品をアレクサンドル・ラスカートフがまぎれもなく完成させたと宣言した。その7曲とは、連作歌曲集《アレクサンドル・ブロークを偲んで》、交響詩《新月の瞬間》、《弦楽四重奏のための音楽》、《ヴィオラとピアノのためのソナタ第1番》（1925年）と《第2番》（1926年）、《ピアノ・ソナタ第6番》と《室内交響曲》（1926年）ならびに、バリトンと打楽器のための歌曲《戸を叩け》であるとされた。実のところ、連作歌曲集《アレクサンドル・ブロークを偲んで》と交響詩《新月の瞬間》はロスラヴェッツ自身が完成している。《ピアノ・ソナタ第6番》の保管資料には終結部が含まれておらず、ロスラヴェッツの作風に忠実な再構成を不可能にしている。《弦楽四重奏のための音楽》は捏造にほかならず、ロスラヴェッツが書いたこともなければ、書こうともしなかった類いの楽曲である。シャン・デュ・モンド社の事業計画書において宣告されていた、1925年の「ヴィオラ・ソナタ第1番」は、実のところはロスラヴェッツが完成させようとはしなかった草稿である。下書きだから仕上げる必要がなかったのである。ル・シャン・デュ・モンド社の目録において誤って「ヴィオラ・ソナタ第2番」と呼ばれている本来の《ヴィオラ・ソナタ第1番》は、1926年にロスラヴェッツによって完成された後、マリーナ・ロバノヴァによって復元され、補筆された。真作の《ヴィオラ・ソナタ第2番》は、シャン・デュ・モンド社が力説しているような1926年の作品なのではなくて、1930年代の作品である。こちらはロバノヴァが復元する必要はなかったが、ロバノヴァが出版した。シャン・デュ・モンド社の目録に載っている1926年の「室内交響曲」も、ロスラヴェッツが完成させようとしなかった草稿である。草稿からは、全体だけでなく部分さえも、ロスラヴェッツの作風に忠実に再構成することができない。ラスカートフが用いた楽器編成は怪しいものである。ハープやピアノや打楽器群が指定されない譜面は、ロスラヴェッツの様式的特徴とは全く相容れない。ロスラヴェッツの真作の《室内交響曲》（1934年–1935年）は、事実18楽器のために作曲されているのだが、1926年の草稿はさらに小編成が採られている。
以上の情勢から、ロスラヴェッツの遺産の調査研究と普及は、混乱してひどく錯綜したものとなった。ヴィオラ・ソナタとその録音については重大な誤解が起きている。フランス・ハルモニア・ムンディ・レーベルのCD『ロスラヴェッツ室内楽曲集』 (LDC 288 047) には、ヴィオラ・ソナタ第1番および第2番を収録と謳われているが、実際に収録されているのは、「ラスカートフ版の第1番（ラスカートフの編曲による1925年の未完の草稿）」と「ロスラヴェッツが完成させた第1番」であり、真作の第2番は含まれていない。また、ロスラヴェッツの真作の第1番は他人が補筆する余地は全くなかったのだが、CDのブックレットは正反対の解説をしている。
交響詩《新月の瞬間》やその他のロスラヴェッツ作品の復元についての情報は、音楽評論家によって流布された。例えば1990年にジェラード・マクバーニーは音詩《新月の瞬間》について、未完の総譜のスケッチに依拠してラスカートフが完成させたと伝えている。ところがロスラヴェッツ本人によって作品は完成されており、その復元は、ほぼ完全なパート譜に基づいてロバノヴァが実現し、欠けているパートを総譜のスケッチに基づいて再構成したのもロバノヴァであった。アンナ・フェレンツは、1992年にロスラヴェッツの名誉回復の事情を伝える際に、「アレクサンドル・ラスカートフの交響詩の再構成」に触れている。カラム・マクドナルドは、《新月の瞬間》のザールブリュッケンにおける世界初演のパンフレットの解説において、作品をラスカートフに関連付けただけでなく、イラン・ヴォルコフの指揮とBBCスコットランド管弦楽団の演奏によるハイペリオン・レーベルのCD (CDA 67484) の解説文の中でも、ラスカートフが作品を復元したと述べている。2009年1月30日にハンブルク法廷は (GZ: 1004/08JB01 GK: 175) 、上述の偽情報を含んだブックレットを付けてこのCDを販売することを禁止した。ハイペリオン・レコード社は、その事実を受けて、自社サイトにおいてデータを改め、復元した人物名をロバノヴァに修正した。
そのほかに、ロスラヴェッツの生涯や創作についても誤った情報が見受けられる。例えば『ニューグローブ音楽大事典』や、Onno van Rijenによるウェブ上の音楽事典の ロスラヴェッツの項目 などにおいてである。

### 余談
ロシアの新聞『商業日報』によると、モスクワの楽譜出版社「コンポジトル」の元・編集主幹であったヴラディーミル・ピクル（1937年生）は、1991年にエフロシーニャ・ロスラヴェッツに協力して、ロスラヴェッツの作品がドイツの楽譜出版社ショットから出版することができるようにしたという。ピクルは、本人の弁によると、その尽力に対して33,500ドイツマルクの報奨金を得て、それをわが子のドイツ留学の資金に充てた。その事実がティホン・フレンニコフに知れると、ソ連作曲家同盟に入るべき外貨を不正に獲得したとしてフレンニコフはピクルを非難した。同年5月6日にソ連作曲家同盟モスクワ支部検察局により、ピクルに対して「公金横領罪」が言い渡された。巨額の外貨に利害が絡んでいたため、また、当時まだロシアでは死刑に猶予期間がなかったため、ピクルはその罪状に対して、銃殺刑などの極刑に処せられるのではないかと怯えた。その後ピクルに対する尋問は停止された。1992年3月になると、それでもソ連作曲家同盟がピクルに対する新たな尋問を強請し、新たな処罰が実行されたが、それも沙汰止みとなった。その頃ピクルは失職してグリゴリー・ヴォロノフ（1948年～2008年）に地位を譲り渡していたが、出廷して2度とも勝訴した。いずれの裁判所決議にもかかわらず、ピクルは馘首になったとして復職せず、フレンニコフに対して33,500ドイツマルクに相当する賠償金を請求した。

## 主要作品一覧

### 声楽曲
- ジョージ・ゴードン・バイロンによる神秘劇《天と地（Небо и Земля）》 （1912年）
- ジュール・ラフォルグの詩によるバリトン独唱と合唱、管弦楽のための交響詩《地球の滅亡（На Смерть Земли）》 （1919年以前、散逸）
- メゾソプラノ独唱、バリトン独唱、混声合唱と管弦楽のためのカンタータ《十月（Октябрь）》 （原詩：ヴァシーリー・アレクサンドロフスキー、ヴラディーミル・キリーロフ、セルゲイ・オブラドヴィチ、1927年）
- 混声合唱と管弦楽のための交響詩《コムソモール総会（Комсомолия）》 （1928年、校訂：マリーナ・ロバノヴァ） Schott ED 8256
- アレクサンドル・ジャーロフの詩によるバス独唱、合唱と管弦楽のための交響詩《暗黒の街（Чёрный Город）》 （1929年?、散逸）
- バスと管弦楽のための英雄的哀歌の断章《マヤコフスキーの死に寄せて（1930年4月14日）（На Смерть Маяковского (14. IV. 1930)）》 （原詩：ピメン・パンチェンコ、1930年）
- 歌曲集（全3巻、マリーナ・ロバノヴァ校訂） Schott Music International; Schott ED 8435, 8436, 8437

### 舞台音楽
- バレエ＝パントマイム《綿花》 （1931年–32年）

### 管弦楽曲
- 交響曲 ハ短調 （1910年、校訂：マリーナ・ロバノヴァ）; Kompositor International 51585
- 交響詩《新月の瞬間（В Часы Новолуния）》（おそらくジュール・ラフォルグの詩に基づく、1912年～1913年ぐらい、マリーナ・ロバノヴァによる復元）; Schott ED 8107
- シャルル・ボードレールによる交響詩《男と海（Человек и море）》（1921年、散逸）
- ヴァイオリン協奏曲 第1番 （1925年）; Schott ED 7823 （総譜）; Schott ED 7824 （ピアノ譜）
- ヴァイオリン協奏曲 第2番 （1936年、校訂：マリーナ・ロバノヴァ） Kompositor International 52700

### 室内楽曲
- 18人の奏者のための室内交響曲 （1934年–35年、マリーナ・ロバノヴァ校訂） Kompositor International 51581
- ハープとオーボエ、2つのヴィオラとチェロのための《夜想曲》 （1913年） Schott ED 8129
- 弦楽四重奏曲 第1番（1913年） Schott ED 8126
- 弦楽四重奏曲 第2番（散逸）
- 弦楽四重奏曲 第3番（1920年） Schott ED 8027
- 弦楽四重奏曲 第4番（1939年、未完成）
- 弦楽四重奏曲 第5番（1941年） Schott ED 8128
- ピアノ三重奏曲 第1番（散逸）
- ピアノ三重奏曲 第2番（1920年、復元・校訂：マリーナ・ロバノヴァ）; Schott ED 8059
- ピアノ三重奏曲 第3番（1921年） Schott ED 8035
- ピアノ三重奏曲 第4番（1927年、再発見・校訂：マリーナ・ロバノヴァ）; Schott ED 8036
- ピアノ三重奏曲 第5番（散逸）

#### ヴァイオリンとピアノのための二重奏曲
- ヴァイオリン・ソナタ第1番（1913年）
- ヴァイオリン・ソナタ第2番（1917年、復元および校訂：マリーナ・ロバノヴァ） Schott ED 8043
- ヴァイオリン・ソナタ第3番（散逸）
- ヴァイオリン・ソナタ第4番（1920年） Schott ED 8044
- ヴァイオリン・ソナタ第5番（1922年-23年、散逸）
- ヴァイオリン・ソナタ第6番（1930年代、再発見および校訂：マリーナ・ロバノヴァ） Schott ED 8431
- 3つの詩曲（フランス語: Trois Poèmes） （1909年–10年） Schott
  - 悲しい詩 （Poéme doleureuex）
  - 抒情詩 （Poème lyrique）
  - 詩 （Poème）
- 抒情詩（Poème lyrique）（1910年代） Schott
- 詩曲 （Poème） （1915年） Schott ED 8261
- 3つの舞曲 （1923年） Schott ED 8261
- 7つの小品（1930年代） Schott VLB 131
- インベンションと夜想曲 （1935年） Schott
- 24の前奏曲（1941年–42年） Schott ED 7940

#### ヴィオラとピアノのための二重奏曲
- ヴィオラ・ソナタ第1番 （1926年、復元・校訂：マリーナ・ロバノヴァ） Schott ED 8177
- ヴィオラ・ソナタ第2番 （1930年代、校訂：ロバノヴァ） Schott ED 8178

#### チェロとピアノのための二重奏曲
- 白い娘たちの踊り (1912年、校訂：マリーナ・ロバノヴァ） Schott ED 8045
- 瞑想曲 （1921年）
- チェロ・ソナタ第1番 （1921年） Schott ED 8038
- チェロ・ソナタ第2番 （1921年–1922年、校訂：マリーナ・ロバノヴァ） Schott ED 8039

### ピアノ曲
- 3つの練習曲 （1914年） Schott ED 7907
- 3つのコンポジション （1914年） Schott ED 7907
- 2つのコンポジション （1915年） Schott ED 7907
- アルカーディ・アバザ追悼の前奏曲 （1915年）; Schott ED 7907
- ピアノ・ソナタ第1番 （1914年） Schott ED 7941)
- ピアノ・ソナタ第2番 （1916年、エドゥアルト・ババシャンによる復元） Schott 8391
- ピアノ・ソナタ第3番 （散逸）
- ピアノ・ソナタ第4番 （1923年） （散逸）
- ピアノ・ソナタ第5番 （1923年） Schott ED 8392
- ピアノ・ソナタ第6番 （1928年） （未完成）
- 子守唄 （1919年） Schott
- 舞曲 （1919年） Schott
- 円舞曲 （1919年、マリーナ・ロバノヴァによる復元） Schott
- 前奏曲 （1919年または1921年、マリーナ・ロバノヴァによる復元）  Schott
- 5つの前奏曲 （1919年–22年） Schott ED 7907
- 2つの詩曲 （1920年） Schott ED 7907

## 註釈
1. ↑  Nikolaj Andrejewitsch Roslawez
2. ↑  長木誠司編著『作曲の20世紀ⅰ』　音楽之友社　1992年　80、81頁参照。
3. ↑  Lobanova 1997, 25ff.
4. ↑  Lobanova 1997, 25-30
5. ↑  Lobanova 1997, 44
6. ↑  Nikolaj Roslawez. "Pierrot lunaire" von Arnold Schönberg. Übersetzung, Einleitung (Roslawez und Schönberg) und Kommentar von Marina Lobanova. In: Dissonanz, 61/1999,  S. 22-27
7. ↑  Lobanova 1997, S. 60-72)
8. ↑  同じ演奏会において、アレクサンドル・モソロフの作品の上演と、ドミートリイ・ショスタコーヴィチの《十月革命に寄す》の初演が行われた。
9. ↑  彼らの多くが、ディミトリー・カバレフスキーらを指導者とする学生創作集団「プロコル」の同人であった 。
10. ↑  Lobanova 1997, S. 72-86)
11. ↑  Lobanova 1997, S. 87-95)
12. ↑  Gojowy 1980, S. 329
13. ↑  Lobanova 1983; 1997, S. 132-188; 2001; 2004, S. 226-232 1983; 1997; 2001)
14. ↑  Lobanova 1983; 1997; 2001
15. ↑  Lobanova 1997, S. 189-195, 208-211
16. ↑  Lobanova 1997, S. 231-234
17. ↑  E. Roslavets' letter to M. Lobanova from 22.06.1987; cited in: Lobanova 1997, S. 48
18. ↑  E. Roslavets' letter to M. Lobanova from 22.06.1987; cited in: Lobanova 1997, S. 49
19. ↑  Lobanova 1997, S. 11f.
20. ↑  Gojowy 2008, S. 11f.
21. ↑  Gojowy D. Die Musikavantgarde im Osten Europas. Eine Einführung. In: "Internationale Musik-Festivals Heidelberg 1991 und 1992. Russische Avantgarde. Musikavantgarde im Osten Europas. Dokumentation – Kongressbericht ". Heidelberg 1992, S. 145-150; Gojowy D. Wiederentdeckte Vergangenheit. Die russisch-sowjetische Avantgarde der 10er und 20er Jahre rehabilitiert? – In: Neue Musik im politischen Wandel. Veröffentlichungen des Darmstädter Instituts für Neue Musik und musikalische Erziehung, Bd. 32. Mainz 1991, S. 9-22
22. ↑  Lobanova M. Nikolaj Roslavetz - Ein Schicksal unter der Diktatur." Verfemte Musik. Komponisten in den Diktaturen unseres Jahrhunderts. Dokumentation des Kolloquiums vom 9.-12. Januar 1993 in Dresden ". Hrsg. von J. Braun, H. T. Hoffmann V. Karbusicky. Frankfurt/Main usw.: Peter Lang, 1995, S. 175-176
23. ↑  "Internationale Musik-Festivals Heidelberg 1991 und 1992. Russische Avantgarde. Musikavantgarde im Osten Europas. Dokumentation – Kongressbericht". Heidelberg 1992, S. 95, 101).
24. ↑  詳しくは Lobanova 2005 を参照。
25. ↑  McBurney, Gerard. "The Resurrection of Roslavets", Tempo, New Series, No. 173, Soviet Issue, (Jun., 1990), pp. 7-9
26. ↑  Anna Ferenc. „Reclaiming Roslavets: The Troubled Life of a Russian Modernist“.  „Tempo“, 1992, No. 3, p. 7
27. ↑  Andrei Grishkovets. „A complaint against Tichon Chrennikov. The composer's association has written an opera“ ("Kommersant-Daily" from the 19.08.94, p. 1)

## 関連事項
- アルトゥール・ルリエー
- アレクサンドル・モソロフ
- レオニード・サバネーエフ